# City Tower (Offenbach am Main)

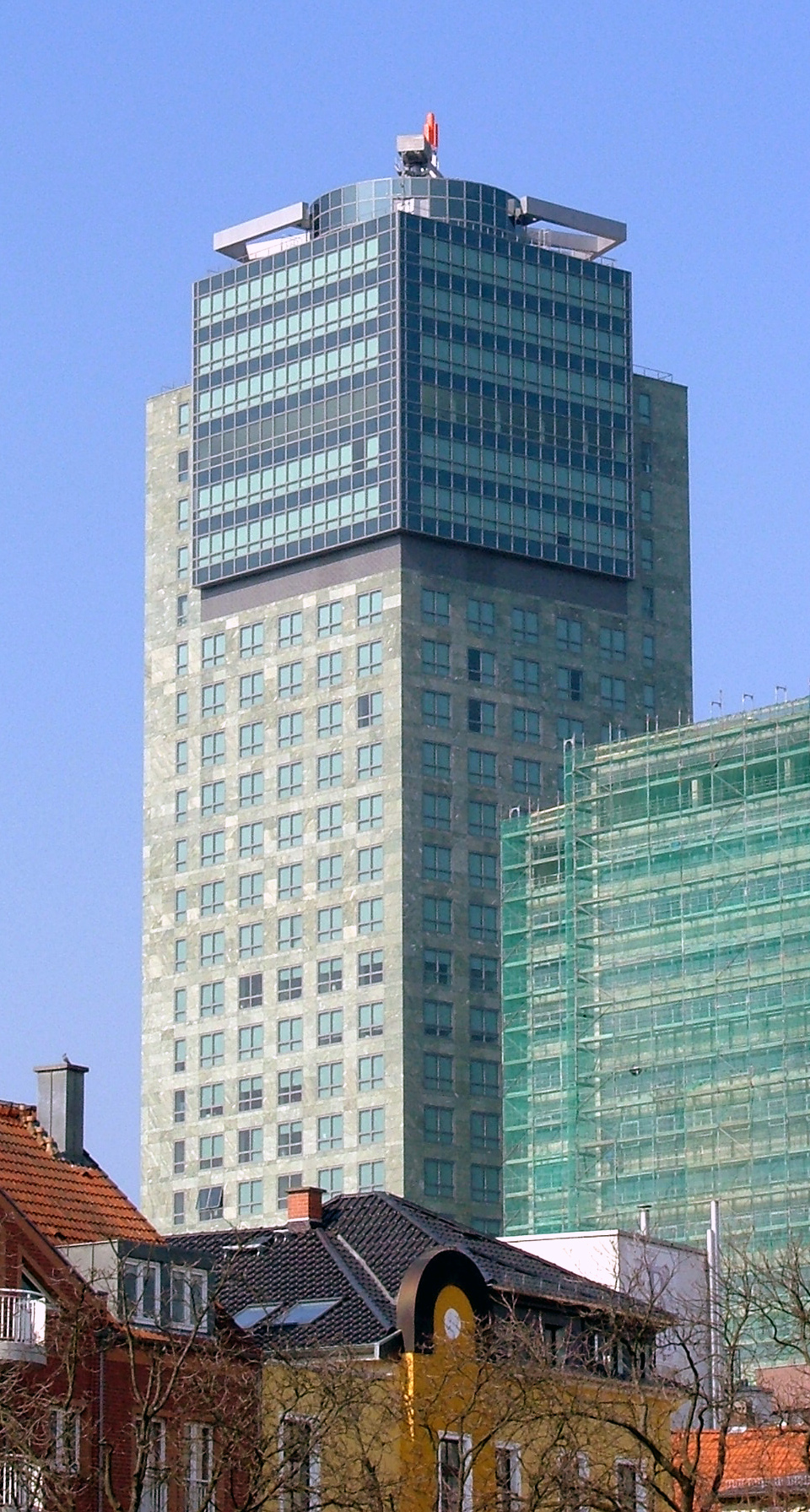
City Tower, strona południowa

City Tower – wieżowiec wybudowany w latach 2000–2003, znajdujący się formalnie w niemieckim mieście Offenbach am Main. Z powodu bliskiego sąsiedztwa z Frankfurtem nad Menem, często uznaje się go za budynek zlokalizowany właśnie we Frankfurcie.
Całkowita wysokość wieżowca wynosi 140 m, do tego należy doliczyć dwie kondygnacje podziemne wraz z garażem, parter z galerią i 32 piętra. Każdy poziom liczy około 700 m², co daje powierzchnię całkowitą 23 000 m². Zaplecze techniczne znajduje się w podziemiach oraz częściowo na 25. i 33. piętrze.
Wieżowiec osiągnął wysokość całkowitą 140 metrów dzięki stalowej iglicy długiej na 18 metrów. City Tower znajduje się w samym centrum Offenbach am Main w sąsiedztwie ratusza i ma połączenie z siecią S-Bahn – stacja Offenbach Marktplatz. Podczas jego budowy przebudowano i odnowiono liczący 800 m² Hugenottenplatz (Plac Hugenotów), oraz znajdujący się naprzeciwko biurowiec „Kubus”.
City Tower został zaprojektowany przez biuro architektoniczne Novotny Mähner Assoziierte z Offenbach am Main. Inwestorem była firma Commerz Grundbesitz Investmentgesellschaft mbH (CGI). Administracją budynku zajmuje się Hochtief Facility Management GmbH. Budowa trwała od grudnia 2000 do stycznia 2003 roku. Głównym najemcą jest firma Capgemini, zajmująca się doradztwem dla przedsiębiorstw.